# 916
916 (CMXVI) fue un año bisiesto comenzado en lunes del calendario juliano, en vigor en aquella fecha.

## Nacimientos
- Iamuna Achariá, religioso y escritor hinduista (f. 1041). Más posiblemente vivió entre 980 y 1060.
- Teodorico I de Wettin, noble alemán (fecha aproximada)

## Fallecimientos
- Flann Sinna, rey de Mide
- Anarawd ap Rhodri, rey de Gwynedd.
- Benció de Ampurias, conde de Ampurias y conde del Rosellón.
- Clemente de Ocrida, erudito búlgaro (n. 840).
- Teodora, senadora de Roma.